# Polysphincta atavina
Polysphincta atavina är en stekelart som beskrevs av Cockerell 1921. Polysphincta atavina ingår i släktet Polysphincta och familjen brokparasitsteklar. Inga underarter finns listade i Catalogue of Life.